# Hươu đùi vằn
Hươu đùi vằn hay Okapi (/ oʊˈkɑːpiː /; Okapia johnstoni), còn được gọi là hươu cao cổ rừng, hươu cao cổ Congo, hoặc hươu cao cổ ngựa vằn, là một loài động vật có vú bộ guốc chẵn có nguồn gốc từ phía đông bắc Cộng hòa Dân chủ Congo ở Trung Phi. Mặc dù okapi có những mảng sọc gợi nhớ đến ngựa vằn, nhưng nó có quan hệ họ hàng gần nhất với hươu cao cổ. Huơu đùi vằn và hươu cao cổ là những thành viên còn sống duy nhất của họ Giraffidae.
Okapi cao khoảng 1,5 m (4,9 ft) ở vai và có chiều dài cơ thể điển hình khoảng 2,5 m (8,2 ft). Trọng lượng của nó từ 200 đến 350 kg (440 đến 770 lb). Nó có một cái cổ dài và đôi tai lớn, linh hoạt. Bộ lông của nó có màu socola đến nâu đỏ, tương phản nhiều với các sọc ngang màu trắng và vòng ở chân, và mắt cá chân màu trắng. Những con okapis đực có những chỗ nhô ra ngắn giống như sừng trên đầu gọi là ossicones (có chung những đặc điểm giống với hươu cao cổ ossicones về hình thành, cấu trúc và chức năng), dài dưới 15 cm (5,9 in). Con cái có lông tơ và không có lông tơ.
Okapis chủ yếu hoạt động ban ngày, nhưng có thể hoạt động trong bóng tối vài giờ. Về cơ bản chúng sống đơn độc, đến với nhau chỉ để sinh sản. Okapis là động vật ăn cỏ, ăn lá và chồi cây, cỏ, dương xỉ, trái cây và nấm. Động dục đực và động dục cái không phụ thuộc theo mùa. Trong điều kiện nuôi nhốt, chu kỳ động dục lặp lại 15 ngày một lần. Thời gian mang thai dài khoảng 440 đến 450 ngày, sau đó thường sinh ra một con non. Những con non được giữ ở nơi ẩn náu và việc nuôi dưỡng diễn ra không thường xuyên. Con non bắt đầu ăn thức ăn rắn từ ba tháng và cai sữa sau sáu tháng.
Okapis sống trong các khu rừng tán ở độ cao 500–1.500 m (1.600–4.900 ft). Chúng là loài đặc hữu của các khu rừng nhiệt đới của Cộng hòa Dân chủ Congo, nơi chúng xuất hiện trên khắp các khu vực miền trung, miền bắc và miền đông. Liên minh Bảo tồn Thiên nhiên Quốc tế đã phân loại cá okapi là loài nguy cấp. Các mối đe dọa chính bao gồm mất môi trường sống do khai thác gỗ và định cư của con người. Việc săn bắt sâu rộng để lấy thịt và da cũng như khai thác bất hợp pháp cũng dẫn đến sự suy giảm dân số. Dự án Bảo tồn Okapi được thành lập vào năm 1987 để bảo vệ các quần thể okapi.

## Ngữ nguyên học và phân loại

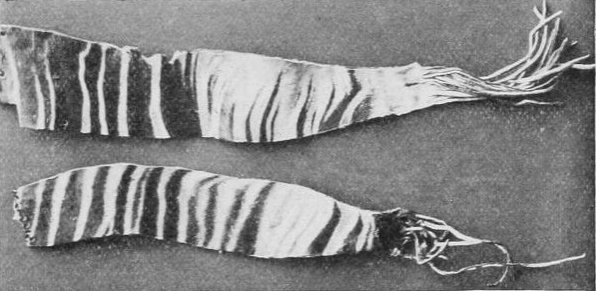
Các dải cắt từ phần sọc trên da của một con okapi, được gửi về nhà bởi Sir Harry Johnston, là bằng chứng đầu tiên về sự tồn tại của okapi đến châu Âu

Mặc dù phương Tây chưa biết đến okapi cho đến thế kỷ 20, nó có thể đã được mô tả từ đầu thế kỷ thứ năm trước Công nguyên trên facade của Apadana tại Persepolis, một món quà từ đoàn rước Ethiopia đến vương quốc Achaemenid.
Trong nhiều năm, người châu Âu ở châu Phi đã nghe nói về một loài động vật gọi là kỳ lân châu Phi. Con vật này đã thu hút sự chú ý của người châu Âu bởi những suy đoán về sự tồn tại của nó được tìm thấy trong các báo chí đưa tin về các cuộc hành trình của Henry Morton Stanley vào năm 1887. Trong cuốn sách du hành khám phá Congo, Stanley đề cập đến một loại lừa mà người bản địa gọi là atti, mà các học giả sau này đã xác định được như okapi. Các nhà thám hiểm có thể đã nhìn thấy hình ảnh thoáng qua của mặt sau sọc khi con vật chạy trốn qua bụi cây, dẫn đến suy đoán rằng okapi là một loại ngựa vằn rừng nhiệt đới nào đó.
Khi ủy viên đặc biệt của Anh tại Uganda, Sir Harry Johnston, phát hiện ra một số con non bị bắt mang đi triển lãm, ông đã giải cứu và hứa đưa chúng trở về. Các con vật nhỏ đã khơi dậy sự tò mò của Johnston về con vật được đề cập trong cuốn sách của Stanley. Johnston cảm thấy bối rối trước những dấu vết okapi mà người bản xứ cho ông xem là dấu vết của thú móng guốc; trong khi ông mong đợi phát hiện một loại ngựa sống trong rừng.

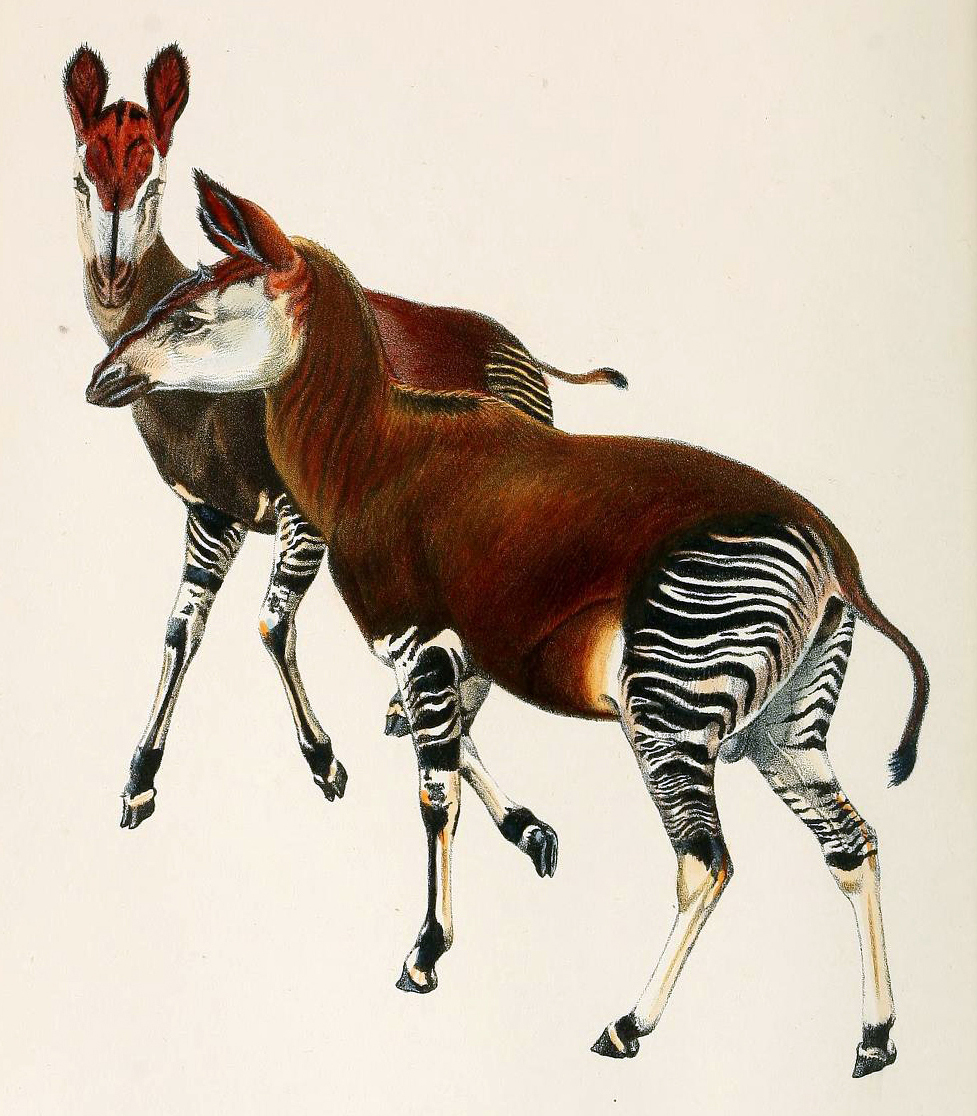
Hình minh họa từ bức tranh gốc của Sir Harry Johnston, dựa trên da được bảo quản (1901)

Mặc dù Johnston không tự mình nhìn thấy một con okapi nhưng ông đã tìm cách kiếm được những mảnh da sọc và cuối cùng là một hộp sọ. Từ hộp sọ này, okapi được phân loại chính xác là họ hàng với hươu cao cổ; vào năm 1901, loài này chính thức được công nhận là Okapia johnstoni.
Okapia johnstoni lần đầu tiên được mô tả là Equus johnstoni bởi nhà động vật học người Anh Philip Lutley Sclater vào năm 1901. Tên chung Okapia bắt nguồn từ Mbuba tên okapi  hoặc tên liên quan của Lese Karo o'api, trong khi tên cụ thể (johnstoni) là để ghi nhận Johnston, người đầu tiên có được mẫu okapi cho khoa học từ Rừng Ituri. Phần còn lại của một thân thịt sau đó được Johnston gửi đến London và trở thành một sự kiện truyền thông vào năm 1901.
Năm 1901, Sclater trình bày một bức tranh về okapi trước Hiệp hội Động vật học London, mô tả các đặc điểm vật lý của nó một cách rõ ràng. Nhiều sự nhầm lẫn đã nảy sinh liên quan đến tình trạng phân loại của loài động vật mới được phát hiện này. Chính Ngài Harry Johnston đã gọi nó là Helladotherium, hay họ hàng của những con hươu cao cổ đã tuyệt chủng khác. Dựa trên mô tả về okapi của Pygmies, người gọi nó là "ngựa", Sclater đặt tên cho loài này là Equus johnstoni. Sau đó, nhà động vật học Ray Lankester tuyên bố rằng okapi đại diện cho một chi chưa biết của họ Giraffidae, mà ông đặt trong chi của nó, Okapia, và đặt tên Okapia johnstoni cho loài này.
Năm 1902, nhà động vật học Thụy Sĩ Charles Immanuel Forsyth Major đề nghị đưa O. johnstoni vào phân họ hươu cao cổ đã tuyệt chủng Palaeotraginae. Tuy nhiên, loài này được nhà cổ sinh vật học người Thụy Điển Birger Bohlin đặt vào phân họ Okapiinae vào năm 1926, chủ yếu là do không có cingulum, một đặc điểm chính của palaeotragids. Năm 1986, Okapia cuối cùng được thành lập như một chi chị em của huơu cao cổ trên cơ sở phân tích lớp phủ. Hai chi cùng với Palaeotragus tạo thành bộ lạc Giraffini.

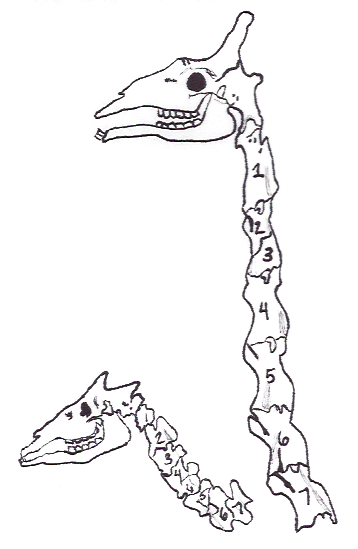
Mặc dù có sự khác biệt lớn về chiều dài cổ, okapi (trái) và hươu cao cổ (phải) đều có bảy đốt sống cổ (cũng như tất cả các loài động vật có vú, ngoại trừ lợn biển và con lười).

### Sự phát triển
Các thành viên sớm nhất của họ Giraffidae lần đầu tiên xuất hiện vào đầu Miocen ở châu Phi, sau khi tách ra khỏi loài leo núi có bề ngoài giống hươu. Hươu cao cổ lan sang châu Âu và châu Á vào giữa Miocen trong một lần phóng xạ đầu tiên. Một bức xạ khác bắt đầu trong Pliocen, nhưng bị chấm dứt do sự suy giảm tính đa dạng trong Pleistocen. Một số loài hươu cao cổ nguyên thủy quan trọng đã tồn tại ít nhiều cùng thời với kỷ Miocen (23–10 triệu năm trước), bao gồm Canthumeryx, Giraffokeryx, Palaeotragus và Samotherium. Theo nhà cổ sinh vật học và tác giả Kathleen Hunt, Samotherium tách thành Okapia (18 triệu năm trước) và Giraffa (12 triệu năm trước). Tuy nhiên, J. D. Skinner cho rằng Canthumeryx đã tạo ra đậu bắp và hươu cao cổ thông qua ba chi sau và okapi là dạng còn tồn tại của Palaeotragus. Okapi đôi khi được coi là một hóa thạch sống, vì nó đã tồn tại như một loài trong một khoảng thời gian địa chất dài và về mặt hình thái giống với các dạng nguyên thủy hơn (ví dụ như Samotherium).
Năm 2016, một nghiên cứu di truyền cho thấy tổ tiên chung của hươu cao cổ và okapi sống cách đây khoảng 11,5 triệu năm.

## Nét đặc trưng
Okapi là một loài hươu cao cổ có kích thước trung bình, cao tới vai 1,5 m (4 ft 11 in). Chiều dài cơ thể trung bình của nó là khoảng 2,5 m (8 ft 2 in) và trọng lượng dao động từ 200 đến 350 kg (440 đến 770 lb). Nó có một cái cổ dài, và đôi tai lớn và linh hoạt. Bộ lông có màu sô cô la đến nâu đỏ, tương phản nhiều với các sọc ngang màu trắng và vòng ở chân và mắt cá chân màu trắng. Các sọc nổi bật làm cho nó giống một con ngựa vằn. Những tính năng này đóng vai trò như một biện pháp ngụy trang hiệu quả giữa thảm thực vật rậm rạp. Mặt, cổ họng và ngực có màu trắng xám. Các tuyến kẽ ngón tay có ở cả bốn bàn chân và lớn hơn một chút ở bàn chân trước. Những con okapis đực có sừng ngắn, phủ đầy lông được gọi là ossicones, dài dưới 15 cm (5,9 in). Okapi biểu hiện tình trạng dị hình giới tính, với những con cái cao hơn trung bình 4,2 cm (1,7 in), hơi đỏ hơn và không có các ossicones nổi bật, thay vào đó sở hữu những chùm lông.
Okapi cho thấy một số thích nghi với môi trường sống nhiệt đới của nó. Số lượng lớn các tế bào hình que trong võng mạc tạo điều kiện thuận lợi cho việc nhìn ban đêm, và một hệ thống khứu giác hoạt động hiệu quả. Bugi thính giác lớn cho phép thính giác mạnh mẽ. Công thức nha khoa của okapi là 0.0.3.3/3.1.3.3. Răng có hình chóp thấp và đều tăm tắp, đồng thời cắt những tán lá mềm hiệu quả. Manh tràng lớn và ruột kết giúp tiêu hóa vi sinh vật, và tốc độ di chuyển thức ăn nhanh cho phép tiêu hóa thành tế bào thấp hơn so với các loài nhai lại khác.
Có thể dễ dàng phân biệt okapi với họ hàng gần nhất còn tồn tại của nó, hươu cao cổ. Nó nhỏ hơn nhiều và có nhiều điểm tương đồng bên ngoài với hươu và nai hơn là hươu cao cổ. Trong khi cả hai giới đều sở hữu sừng ở hươu cao cổ, chỉ đực có sừng ở okapi. Đậu bắp có các xoang palatine lớn, duy nhất trong số các loài hươu cao cổ. Những điểm tương đồng về hình thái được chia sẻ giữa hươu cao cổ và okapi bao gồm dáng đi giống nhau - cả hai đều sử dụng dáng đi nhịp nhàng, bước đồng thời với chân trước và chân sau ở cùng một bên của cơ thể, không giống như các động vật móng guốc khác đi bằng cách di chuyển chân luân phiên ở hai bên thân  - và một chiếc lưỡi dài, đen (dài hơn ở okapi) hữu ích trong việc tuốt chồi và lá, cũng như để chải chuốt.

## Hệ sinh thái và hành vi
Okapis chủ yếu hoạt động trong ngày, nhưng có thể hoạt động trong bóng tối vài giờ. Về cơ bản chúng sống đơn độc, đến với nhau chỉ để sinh sản. Chúng có phạm vi nhà chồng lên nhau và thường xuất hiện với mật độ khoảng 0,6 con trên một km vuông. Diện tích nhà của nam trung bình là 13 km2 (5,0 sq mi), trong khi nhà ở của nữ là trung bình 3–5 km2 (1,2–1,9 sq mi). Con đực di cư liên tục, trong khi con cái ít vận động. Con đực thường đánh dấu vùng lãnh thổ và bụi rậm bằng nước tiểu của chúng, trong khi con cái sử dụng địa điểm đại tiện thông thường. Chải lông là một thực hành phổ biến, tập trung ở dái tai và cổ. Okapis thường cọ cổ vào cây, để lại dịch tiết màu nâu.
Con đực bảo vệ lãnh thổ của mình, nhưng cho phép con cái đi qua miền để kiếm ăn. Con đực đến thăm dãy nhà của con cái vào thời điểm sinh sản. Mặc dù nhìn chung là yên tĩnh, okapi có thể đá và húc vào đầu để thể hiện sự hung dữ. Khi dây thanh quản kém phát triển, giao tiếp bằng giọng nói chủ yếu bị giới hạn ở ba âm thanh - "chuff" (tiếng kêu liên lạc được sử dụng bởi cả hai giới), "rên rỉ" (của phụ nữ trong khi tán tỉnh) và "bleat" (của trẻ sơ sinh bị căng thẳng). Các cá thể có thể tham gia vào phản ứng Flehmen, một biểu hiện trực quan trong đó con vật cong môi trên ra sau, lộ răng và hít vào bằng miệng trong vài giây. Báo gấm là loài săn mồi tự nhiên chính của okapi.

### Chế độ ăn
Okapis là động vật ăn cỏ, ăn lá và chồi cây, cỏ, dương xỉ, trái cây và nấm. Chúng là loài độc nhất vô nhị trong Rừng Ituri vì chúng là loài động vật có vú duy nhất được biết đến chỉ kiếm ăn trên thảm thực vật dưới đáy biển, nơi chúng sử dụng chiếc lưỡi 18 inch của mình để tìm kiếm một cách có chọn lọc các loại cây phù hợp. Lưỡi cũng được sử dụng để chải tai và mắt của chúng. Chúng thích kiếm ăn trong các khoảng trống trên cây. Okapi đã được biết là ăn hơn 100 loài thực vật, một số loài được biết là có độc đối với con người và các động vật khác. Phân tích phân cho thấy không có loài nào trong số 100 loài đó chiếm ưu thế trong chế độ ăn của okapi. Thực phẩm chủ yếu bao gồm cây bụi và dây leo. Các thành phần chính của chế độ ăn uống là các loài cây thân gỗ, hai lá mầm; cây một lá mầm không được ăn thường xuyên. Trong rừng Ituri, okapi chủ yếu ăn các họ thực vật Acanthaceae, Ebenaceae, Euphorbiaceae, Flacourtiaceae, Loganiaceae, Rubiaceae và Violaceae.

### Sinh sản
Okapis cái trở nên trưởng thành về giới tính vào khoảng một tuổi rưỡi, trong khi những con đực đạt đến độ thành thục sau hai năm. Động dục ở nam và động dục ở nữ không phụ thuộc vào mùa. Trong điều kiện nuôi nhốt, chu kỳ động dục lặp lại 15 ngày một lần. Con đực và con cái bắt đầu tán tỉnh nhau bằng cách vòng qua, ngửi và liếm nhau. Nam giới thể hiện sự quan tâm của mình bằng cách vươn cổ, hất đầu và đưa một chân về phía trước. Tiếp theo là gắn kết và giao cấu.
Thời gian mang thai dài khoảng 440 đến 450 ngày, sau đó thường sinh ra một con bê duy nhất, nặng 14–30 kg (31–66 lb). Bầu vú của phụ nữ mang thai bắt đầu sưng 2 tháng trước khi sinh con và có thể xảy ra hiện tượng tiết dịch âm hộ. Quá trình sinh nở diễn ra trong 3–4 giờ và con cái sẽ đứng vững trong suốt giai đoạn này, mặc dù cô ấy có thể nghỉ ngơi trong những khoảng thời gian ngắn. Người mẹ tiêu thụ sau khi sinh và chăm sóc rộng rãi cho trẻ sơ sinh. Sữa của cô ấy rất giàu protein và ít chất béo.
Cũng như các loài nhai lại khác, con non có thể đứng trong vòng 30 phút sau khi sinh. Mặc dù nhìn chung tương tự như con trưởng thành, nhưng bê sơ sinh có lông mi giả, bờm lưng dài và lông dài màu trắng có sọc. Những đặc điểm này dần biến mất và nhường chỗ cho sự xuất hiện chung trong vòng một năm. Những con non được giữ ở nơi ẩn náu và việc nuôi dưỡng diễn ra không thường xuyên. Bê con được biết là không đi đại tiện trong một hoặc hai tháng đầu đời, điều này được cho là để giúp tránh sự phát hiện của động vật ăn thịt trong giai đoạn dễ bị tổn thương nhất của cuộc đời. Tốc độ tăng trưởng của bê cao trong vài tháng đầu mới sinh, sau đó giảm dần. Cá con bắt đầu ăn dặm từ 3 tháng tuổi và quá trình cai sữa diễn ra khi 6 tháng tuổi. Sự phát triển sừng ở con đực mất 1 năm sau khi sinh. Tuổi thọ điển hình của okapi là 20–30 năm.

## Phân bố và sinh cảnh
Okapi là loài đặc hữu của Cộng hòa Dân chủ Congo, nơi nó xuất hiện ở phía bắc và phía đông của sông Congo. Nó trải dài từ Vườn quốc gia Maiko về phía bắc đến rừng nhiệt đới Ituri, sau đó đi qua các lưu vực sông Rubi, Hồ Tele và Ebola ở phía tây và sông Ubangi xa hơn về phía bắc. Các quần thể nhỏ hơn tồn tại ở phía tây và nam sông Congo. Nó cũng phổ biến ở khu vực Wamba và Epulu. Nó đã tuyệt chủng ở Uganda.
Các okapi sinh sống trong các khu rừng tán ở độ cao 500–1.500 m (1.600–4.900 ft). Nó thỉnh thoảng sử dụng các khu vực ngập nước theo mùa, nhưng không xảy ra trong các khu rừng trưng bày, rừng đầm lầy và các môi trường sống bị xáo trộn bởi các khu định cư của con người. Vào mùa ẩm ướt, nó ghé thăm những tảng đá làm thức ăn gia súc không phổ biến ở những nơi khác. Kết quả nghiên cứu được thực hiện vào cuối những năm 1980 trong một khu rừng hỗn hợp Cynometra chỉ ra rằng mật độ quần thể okapi trung bình là 0,53 con trên một km vuông.
Năm 2008, nó được ghi nhận tại Vườn Quốc gia Virunga.

## Tình trạng

### Đe doạ và bảo tồn
IUCN phân loại okapi là loài nguy cấp. Nó được bảo vệ đầy đủ theo luật Congo. Khu bảo tồn động vật hoang dã Okapi và Vườn quốc gia Maiko hỗ trợ số lượng đáng kể của okapi, mặc dù sự suy giảm số lượng ổn định đã xảy ra do một số mối đe dọa. Các khu vực xuất hiện khác là Khu bảo tồn Săn bắn Tele Rubi và Khu bảo tồn Abumombanzi. Các mối đe dọa chính bao gồm mất môi trường sống do khai thác gỗ và định cư của con người. Việc săn bắt sâu rộng để lấy thịt và da cũng như khai thác bất hợp pháp cũng đã dẫn đến sự suy giảm dân số. Một mối đe dọa đã xuất hiện khá gần đây là sự hiện diện của các nhóm vũ trang bất hợp pháp xung quanh các khu bảo tồn, ngăn cản các hoạt động bảo tồn và giám sát. Một số lượng nhỏ quần thể xuất hiện ở phía bắc Vườn quốc gia Virunga, nhưng thiếu sự bảo vệ do sự hiện diện của các nhóm vũ trang trong vùng lân cận. Vào tháng 6 năm 2012, một nhóm săn trộm đã tấn công trụ sở của Khu bảo tồn Động vật Hoang dã Okapi, giết chết sáu lính canh và các nhân viên khác cũng như tất cả 14 con okapis tại trung tâm sinh sản của chúng.
Dự án Bảo tồn Okapi, được thành lập vào năm 1987, hoạt động hướng tới việc bảo tồn các okapi, cũng như sự phát triển của người Mbuti bản địa. Vào tháng 11 năm 2011, trung tâm Bảo tồn Sồi Trắng và Vườn thú Jacksonville đã tổ chức một cuộc họp quốc tế về Kế hoạch Sinh tồn Loài Okapi và Chương trình Các loài nguy cấp Châu Âu Okapi tại Jacksonville, với sự tham dự của đại diện các vườn thú từ Mỹ, Châu Âu và Nhật Bản. Mục đích là để thảo luận về việc quản lý okapi bị nuôi nhốt và sắp xếp hỗ trợ cho việc bảo tồn okapi. Nhiều vườn thú ở Bắc Mỹ và Châu Âu hiện đang nuôi nhốt okapis.

### Okapis trong vườn thú
Khoảng 100 okapis nằm trong các vườn thú của Hiệp hội Vườn thú và Thủy cung (AZA) được công nhận. Quần thể okapi được quản lý ở Mỹ bởi Kế hoạch Sinh tồn Loài của AZA, một chương trình nhân giống hoạt động để đảm bảo sự đa dạng di truyền trong quần thể động vật có nguy cơ bị nuôi nhốt, trong khi EEP (Sách giống châu Âu) và ISB (Sách nuôi dưỡng toàn cầu) được quản lý bởi Vườn thú Antwerp, là sở thú đầu tiên có Okapi được trưng bày (năm 1919), cũng như là một trong những vườn thú thành công nhất trong việc nhân giống chúng.
Vườn thú Bronx là vườn thú đầu tiên ở Bắc Mỹ triển lãm okapi, vào năm 1937. Họ đã có một trong những chương trình nhân giống thành công nhất, với 13 con bê được sinh ra kể từ năm 1991.
Vườn thú San Diego đã trưng bày okapi từ năm 1956 và lần đầu tiên sinh ra một con okapi vào năm 1962. Kể từ đó, hơn 60 ca sinh nở đã xảy ra giữa vườn thú và Công viên Safari Zoo San Diego, với lần gần đây nhất là Mosi, một con bê đực sinh vào đầu tháng 8 năm 2017 tại Sở thú San Diego.
Vườn thú Brookfield ở Chicago cũng đã đóng góp rất nhiều vào quần thể okapis bị nuôi nhốt trong các vườn thú được công nhận. Vườn thú đã có 28 con okapi sinh từ năm 1959.
Các Vườn thú Bắc Mỹ khác trưng bày và sinh sản okapis bao gồm Sở thú Denver và Vườn thú Cheyenne Mountain (Colorado); Sở thú Houston, Sở thú Dallas và Sở thú San Antonio (Texas); Disney's Animal Kingdom, Miami Zoo và Tampa's Lowry Park Zoo (Florida); Sở thú Los Angeles (California); Vườn thú Saint Louis (Missouri); Sở thú Cincinnati và Sở thú Columbus (Ohio); Vườn thú Memphis (Tennessee); Vườn thú Maryland (Maryland) và Vườn thú Hạt Sedgwick và Công viên động vật hoang dã Tanganyika (Kansas); Sở thú Công viên Roosevelt [46] (Nam Dakota), Sở thú Henry Doorly của Omaha (Nebraska); Sở thú Philadelphia (Philadelphia).
Ở châu Âu, các vườn thú trưng bày và sinh sản okapis bao gồm Sở thú Madrid (Tây Ban Nha), Sở thú Chester, Sở thú London, Công viên động vật hoang dã Yorkshire, Vườn thú Marwell, The Wild Place (Vương quốc Anh); Vườn thú Dublin (Ireland); Sở thú Berlin, Sở thú Frankfurt, Sở thú Wilhelma, Sở thú Wuppertal, Sở thú Cologne, Sở thú Leipzig (Đức) và Vườn thú Antwerp (Bỉ); Vườn thú Basel (Thụy Sĩ); Vườn thú Copenhagen (Đan Mạch); Vườn thú Rotterdam, Công viên Safaripark Beekse Bergen (Hà Lan) và Vườn thú Dvůr Králové (Cộng hòa Séc), Vườn thú Wrocław (Ba Lan); Bioparc Zoo de Doué, ZooParc de Beauval (Pháp); Vườn thú Lisbon (Bồ Đào Nha).
Ở châu Á, chỉ có hai vườn thú ở Nhật Bản triển lãm okapis; Sở thú Ueno ở Tokyo và Zoorasia ở Yokohama.